# Cowlic (Arizona)
Cowlic es un lugar designado por el censo (en inglés, census-designated place, CDP) ubicado en el condado de Pima, Arizona, Estados Unidos. Según el censo de 2020, tiene una población de 105 habitantes.
Está situado en la reserva india conocida como Nación Tohono Oʼodham.

## Geografía
La localidad está ubicada en las coordenadas 31°48′17″N 111°59′15″O / 31.80472, -111.98750 (31.804747, -111.987629). Según la Oficina del Censo de los Estados Unidos, tiene una superficie total de 2.07 km², correspondientes en su totalidad a tierra firme.

## Demografía
Según el censo de 2020, hay 105 personas residiendo en Cowlic. La densidad de población es de 50.72 hab./km². El 98.10% son amerindios y el 1.90% son de una mezcla de razas. Del total de la población, el 2.86% son hispanos o latinos de cualquier raza.